# 節毛烏蘞莓
节毛乌蔹莓（学名：Cayratia cilifera）是葡萄科乌蔹莓属的植物。分布于中国大陆的海南等地，生长于海拔300米至4,000米的地区，多生长在山谷疏林中，目前尚未由人工引种栽培。